# Орджоникидзе-Торошелидзе, Минадора Ефремовна
Минадора Ефремовна Орджоникидзе-Торошелидзе (груз. ტოროშელიძე-ორჯონიკიძე მინადორა ეფრემისასული, 14 марта 1879, Гореша, Кавказское наместничество — 19 октября 1967, Тбилиси) — грузинский политик, меньшевичка, член Учредительного собрания Демократической Республики Грузия.

## Биография
Имеретинка. Родилась 14 марта 1879 года в дворянской семье азнаури в селе Гореша. Двоюродная сестра известного большевика Серго Орджоникидзе. Окончила женскую гимназию Святой Нины в Кутаиси. С гимназических лет начала работать в марксистских кружках. В 1901 году продолжила учиться на медицинском факультете Женевского университета. Активно участвовала в жизни социалистических кругов города и работала в команде поддержки «Искры». В Женеве вышла замуж за большевика Малакия Торешелидзе. В 1905 году вернулась в Грузию и активно включилась в политику. В 1906 году после подавления революционного движения меньшевистская фракция направила Минадору на партийную работу в Баку. В Баку узнала о том, что ждёт своего первого ребёнка, после чего вернулась в Женеву и окончила университет. В 1914 году в связи с начавшейся войной эвакуирована из Швейцарии в Грузию, сначала в Самтредиа, затем переехала в Тифлис. В 1918 году была одной из 5 женщин, поставивших свои подписи под Конституцией Грузинской демократической республики и Декларацией независимости Грузии.
Работала в Национальном Совете Грузии. В 1919 году одна из пяти женщин, избранных в Учредительное собрание Грузии. Была избрана по списку социал-демократической партии.
Минадора работала в политическом Красном Кресте и «АРА» (Американской администрации помощи). Одновременно возглавляла нелегальную женскую организацию, занятую помощью семьям арестованных социал-демократов и федералистов. В начале 1924 года выслана в Москву. Отказавшись от работы в меньшевистской партии, она смогла вернуться в Тбилиси.
В 1934—1935 её муж, ректор Тбилисского университета Малакия Торошлидзе по поручению Л. П. Берии писал с группой помощников и аспирантов книгу «К вопросу об истории большевистских организаций в Закавказье». Книга была опубликована за подписью Берии, после чего большая часть авторского коллектива была арестована. Малакию Торешлидзе арестовали 10 сентября 1936 года и расстреляли, как «троцкиста», 9 июля 1937 года. Через 4 дня, 14 сентября 1936 года, была арестована Минадора Орджоникидзе-Торошелидзе. 26 октября 1936 года арестован её старший сын Георгий. Минадора отрицала обвинения и не признала себя виновной. Её приговорили к 5 годам ссылки в Казахстане, где она работала врачом в городе Чимкенте. Георгия, как отца Малакия, расстреляли. Младшего сына Левона арестовали в 1937 и тоже расстреляли.
5 июня 1937 года Минадора снова была арестована УНКВД Казахской ССР по Южно-казахстанской области. 29 октября 1937 года тройкой УНКВД КазССР по статьям 58-8, 58-10 УК РСФСР приговорена к 8 годам лагерей. Срок её приговора закончился в 1945 году, но ей не разрешили вернуться в Грузию. Её трижды приговаривали к новой ссылке. Вернулась в Тбилиси в только в 1950 году. В 1956 году её реабилитировали по Тифлисскому делу. По чимкентскому делу Минадора была реабилитирована Алма-Атинская областной прокуратурой (на основании Указа Президиума Верховного Совета СССР от 16.01.1989) лишь 19 мая 1989 года.
Минадора Орджоникидзе-Торошелидзе скончалась 19 октября 1967 года.

## Семья
- Муж — Малакия Торошелидзе, расстрелян
  - Сын — Георгий (1906/07—1937), арестован вслед за отцом, расстрелян[1].
  - Сын — Левон (?—1937), арестован в 1937, расстрелян[1].
  - Дочь — Сусанна Торошелидзе[7].